# George Remington Havens
George Remington Havens (* 25. August 1890 in Shelter Island Heights, Shelter Island; † September 1977 in Columbus, Ohio) war ein US-amerikanischer Romanist und Literaturwissenschaftler.

## Leben und Werk
Havens studierte am Amherst College und schloss 1913 ab. Er promovierte 1917 an der Johns Hopkins University mit der Arbeit The Abbé Prévost and English literature (Baltimore [Teil]/Princeton/Paris 1921, New York 1965). Von 1919 bis 1961 lehrte er Französisch an der Ohio State University in Columbus (Ohio).
Havens genoss 1929 ein Guggenheim-Stipendium. Er war Ehrendoktor der University of Michigan in Ann Arbor.

## Weitere Werke

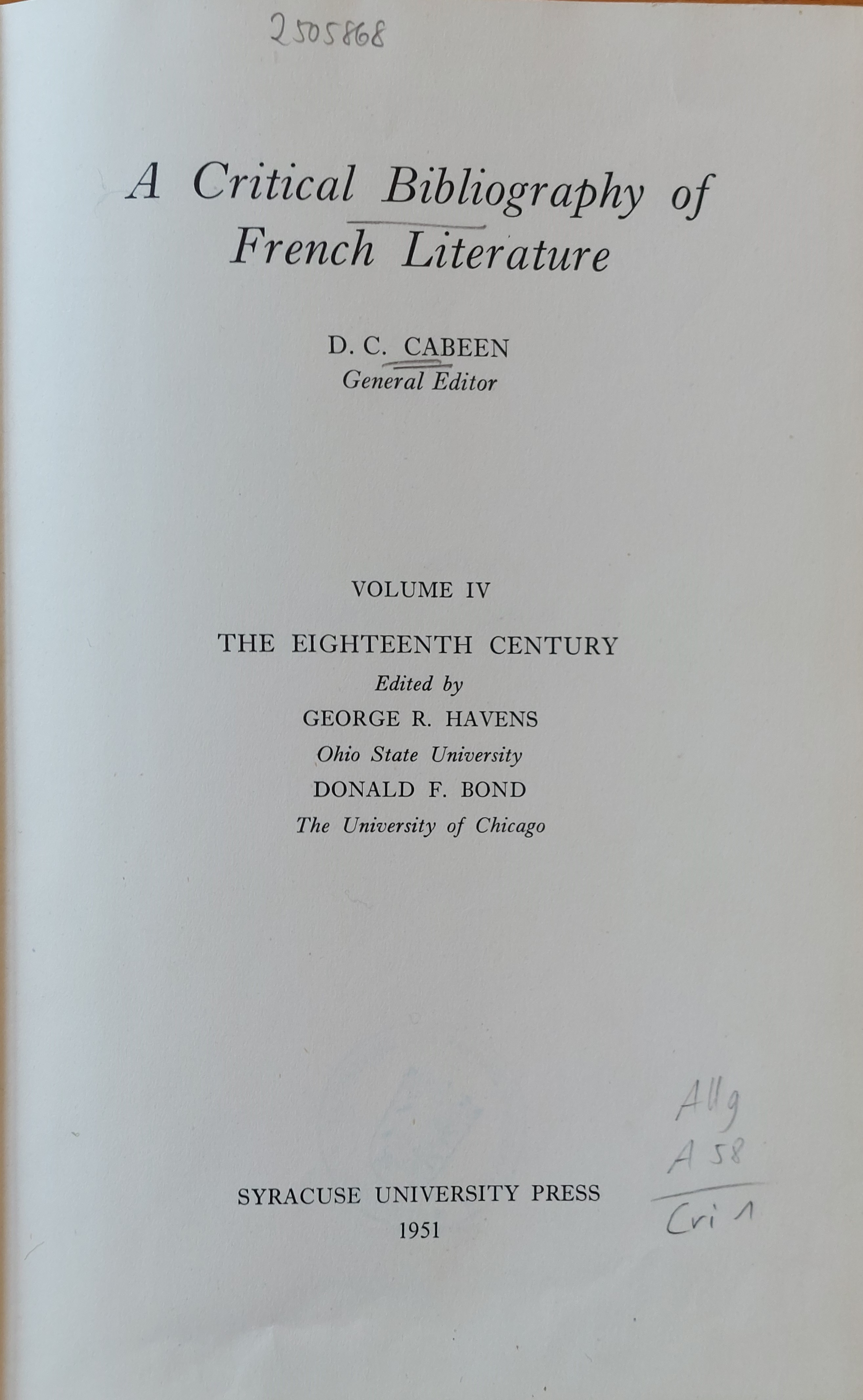
A critical bibliography of French literature, Band 4 (1951)

- (Hrsg.) Selections from Voltaire with explanatory comment upon his life and works, New York/London 1925, 1930; New York 1969
- Voltaire's Marginalia on the pages of Rousseau. A comparative study of ideas, Columbus 1933, New York 1966, 1971
- (Hrsg.) Voltaire, Candide, ou, L’optimisme, New York 1934, 1969
- (Hrsg.) Jean-Jacques Rousseau, Discours sur les sciences et les arts, New York 1946
- (mit Donald F. Bond) The eighteenth century, Syracuse, New York 1951 (A critical bibliography of French literature, hrsg. von David Clark Cabeen, Richard A. Brooks und Jules Brody, Bd. 4)
- The age of ideas. From reaction to revolution in eighteenth-century France, New York 1955, 1965
- (Hrsg. mit Norman L. Torrey) Voltaire's catalogue of his library at Ferney, Genf 1959
- Frederick J. Waugh. American marine painter, Orono 1969
- Jean-Jacques Rousseau, Boston 1978